# Resolutie 2211 Veiligheidsraad Verenigde Naties
Resolutie 2211 van de Veiligheidsraad van de Verenigde Naties werd op 26 maart 2015 unaniem aangenomen door de VN-Veiligheidsraad en verlengde de MONUSCO-vredesmacht in de Democratische Republiek Congo opnieuw met een jaar.

## Achtergrond
In 1994 braken in de Democratische Republiek Congo etnische onlusten uit die onder meer werden veroorzaakt door de vluchtelingenstroom uit de buurlanden Rwanda en Burundi. In 1997 beëindigden rebellen de lange dictatuur van Mobutu en werd Kabila de nieuwe president. In 1998 escaleerde de burgeroorlog toen andere rebellen Kabila probeerden te verjagen. Zij zagen zich gesteund door Rwanda en Oeganda. Toen hij in 2001 omkwam bij een mislukte staatsgreep werd hij opgevolgd door zijn zoon. Onder buitenlandse druk werd afgesproken verkiezingen te houden die plaatsvonden in 2006 en gewonnen werden door Kabila. Intussen zijn er nog steeds rebellen actief in het oosten van Congo en blijft de situatie er gespannen.

## Inhoud
De Democratische Strijdkrachten voor de Bevrijding van Rwanda (FDLR), de Geallieerde Democratische Krachten (AFF), het Verzetsleger van de Heer (LRA), de Nationale Bevrijdingskrachten (FNL) en andere binnen- en buitenlandse gewapende groeperingen die de crisis in Oost-Congo veroorzaakten moesten geneutraliseerd worden. Het snel neutraliseren van het FDLR had daarbij de hoogste prioriteit. Men telde immers al meer dan 2,7 miljoen interne verdrevenen en meer dan 490.000 vluchtelingen. De brutale moord op honderden burgers nabij Beni werd specifiek veroordeeld. Beni ligt dicht bij de grens met Oeganda, en de Oegandese rebellengroep ADF werd verantwoordelijk geacht.
Niet enkel de rebellengroepen, maar ook het Congolese leger (FARDC) en de Congolese nationale politie (PNC) werden verdacht van mensenrechtenschendingen; onder meer tijdens betogingen in Kinshasa, Goma en Bukavu in januari 2015. Het land had hier recent wel officieren voor vervolgd en werd gevraagd de professionaliteit van zijn veiligheidsdiensten verder te verhogen.
Het mandaat van MONUSCO, en daarmee ook diens interventiebrigade, werd verlengd tot 31 maart 2016. Ook steunde de Veiligheidsraad voorstellen van de secretaris-generaal om de macht efficiënter te maken en vroeg dat ze snel werden uitgevoerd. Zo zou de macht 2000 manschappen inkrimpen. Het beschermen van de bevolking bleef haar belangrijkste taak, naast het neutraliseren van rebellengroepen, het versterken van de Congolese overheid en het helpen organiseren van verkiezingen.

## Verwante resoluties
- Resolutie 2147 Veiligheidsraad Verenigde Naties (2014)
- Resolutie 2198 Veiligheidsraad Verenigde Naties
- Resolutie 2277 Veiligheidsraad Verenigde Naties (2016)

Lijst ·  2196 ·  2197 ·  2198 ·  2199 ·  2200 ·  2201 ·  2202 ·  2203 ·  2204 ·  2205 ·  2206 ·  2207 ·  2208 ·  2209 ·  2210 ·  2211 ·  2212 ·  2213 ·  2214 ·  2215 ·  2216 ·  2217 ·  2218 ·  2219 ·  2220 ·  2221 ·  2222 ·  2223 ·  2224 ·  2225 ·  2226 ·  2227 ·  2228 ·  2229 ·  2230 ·  2231 ·  2232 ·  2233 ·  2234 ·  2235 ·  2236 ·  2237 ·  2238 ·  2239 ·  2240 ·  2241 ·  2242 ·  2243 ·  2244 ·  2245 ·  2246 ·  2247 ·  2248 ·  2249 ·  2250 ·  2251 ·  2252 ·  2253 ·  2254 ·  2255 ·  2256 ·  2257 ·  2258 ·  2259